# Klubi Futbollit Laçi 2009-2010
Questa voce raccoglie le informazioni riguardanti il Klubi Futbollit Laçi nelle competizioni ufficiali della stagione 2009-2010.

## Rosa
| N. |                    | Ruolo | Calciatore      |
| -- | ------------------ | ----- | --------------- |
| 1  | Albania (bandiera) | P     | Ervin Llani     |
| 3  | Albania (bandiera) | D     | Emiliano Çela   |
| 5  | Albania (bandiera) | D     | Julian Brahja   |
| 6  | Albania (bandiera) | D     | Saimir Kastrati |
| 9  | Albania (bandiera) | C     | Alsid Tafili    |
| 10 | Albania (bandiera) | A     | Kelvin Jushi    |
| 13 | Albania (bandiera) | C     | Rezart Maho     |
| 17 | Albania (bandiera) | C     | Denis Mustafaj  |
| 18 | Albania (bandiera) | A     | Arlind Nora     |
| 22 | Albania (bandiera) | D     | Jetmir Nina     |
| 23 | Albania (bandiera) | C     | Elio Shazivari  |
| 28 | Albania (bandiera) | C     | Emiliano Veliaj |
| 29 | Albania (bandiera) | D     | Ervis Kaja      |

| N. |                    | Ruolo | Calciatore        |
| -- | ------------------ | ----- | ----------------- |
|    | Albania (bandiera) | P     | Edvan Bakaj       |
|    | Albania (bandiera) | P     | Kastriot Rama     |
|    | Albania (bandiera) | D     | Taulant Sefgjinaj |
|    | Albania (bandiera) | D     | Flogert Hima      |
|    | Albania (bandiera) | C     | Erjon Vuçaj       |
|    | Albania (bandiera) | C     | Fisnik Bllaça     |
|    | Albania (bandiera) | C     | Saimir Xhetani    |
|    | Albania (bandiera) | C     | Armand Pasha      |
|    | Albania (bandiera) | A     | Valdan Nimani     |
|    | Albania (bandiera) | A     | Bledar Marashi    |
|    | Albania (bandiera) | A     | Renato Sula       |
|    | Albania (bandiera) | A     | Julian Malo       |
|    | Albania (bandiera) | A     | Eduard Tanushi    |